# جی. مایکل استرازینسکی
جی. مایکل استرازینسکی (انگلیسی: J. Michael Straczynski؛ زادهٔ ۱۷ ژوئیهٔ ۱۹۵۴) فیلم‌نامه‌نویس، نویسنده داستان کوتاه، روزنامه‌نگار و تهیه‌کننده تلویزیونی اهل ایالات متحده آمریکا است. وی از سال ۱۹۷۹ میلادی تاکنون مشغول فعالیت بوده‌است.
از فیلم‌ها یا برنامه‌های تلویزیونی که وی در آن نقش داشته‌است می‌توان به ثور اشاره کرد.